# 해리가 샐리를 만났을 때
《해리가 샐리를 만났을 때》(영어: When Harry Met Sally...)는 1989년에 개봉한 미국의 로맨틱 코미디 영화이다. 시카고 대학교에서 뉴욕으로 가려는 해리(빌리 크리스털)와 샐리(메그 라이언)가 같은 차를 타고 운전을 하면서 처음 만나, 티격태격하는 친구 사이로 12년을 보낸 후 서로에 대한 진정한 사랑을 느끼고 결혼한다는 줄거리이다. '남자와 여자 사이가 그냥 단순히 친구일 수 있을까?'하는 물음이 영화 전체를 관통하고 있다. 전 세계적으로 흥행에 성공하였으며, 이후 로맨틱 코미디 장르의 대명사가 되었다.

## 줄거리
해리 번스와 샐리 올브라이트는 시카고 대학교 졸업 후, 샐리의 친구인 아만다와 사귀던 해리가 샐리와 함께 뉴욕으로 차를 타고 이동하며 처음 만난다. 이들은 남녀 간의 우정이 가능한지에 대한 의견 차이를 보이며 논쟁을 벌인다. 샐리는 남녀 사이의 우정은 불가능하다는 해리의 주장에 반박하고, 뉴욕에서 각자의 길을 간다.
5년 후, 해리와 샐리는 우연히 같은 비행기에 탑승한다. 샐리는 해리의 이웃 조와 사귀고 있고, 해리는 헬렌과 약혼한 상태이다. 해리는 남녀 간의 우정이 불가능하다는 자신의 주장을 철회하고 샐리에게 친구가 되자고 제안하지만, 이들은 다시 헤어진다.
또 다시 5년 후, 서점에서 재회한 해리와 샐리는 이전 연애의 실패를 공유하며 친구가 되기로 한다. 밤늦게까지 전화 통화를 하고, 식사를 함께 하며 서로의 연애 고민을 나눈다.
뉴이어 이브 파티에서 해리와 샐리는 서로에게 끌리는 감정을 느끼고 어색한 키스를 나눈다. 이후 그들은 각자의 절친인 마리와 제스를 서로에게 소개해주지만, 오히려 마리와 제스가 서로에게 호감을 느끼고 약혼하게 된다.
어느 날 밤, 샐리는 전 남자친구 조가 결혼한다는 소식에 힘들어하고, 해리가 위로하러 샐리의 집에 방문했다가 둘은 결국 잠자리를 갖는다. 다음 날, 해리는 어색함과 후회를 느끼며 떠나고, 두 사람의 우정은 냉각된다. 마리와 제스의 결혼식 피로연에서 두 사람은 격렬한 말다툼을 벌이고, 샐리는 더 이상 친구로 지낼 수 없다고 선언한다.
1988년 뉴이어 이브 파티에서 샐리는 해리를 그리워하고, 해리는 집에서 혼자 새해를 맞이한다. 자정이 되기 전, 해리는 도시를 배회하다 파티에 나타나 샐리에게 사랑을 고백한다. 샐리는 해리가 외로워서 그런 것이라고 주장하지만, 해리는 그녀를 사랑하는 여러 이유를 열거한다. 해리와 샐리는 첫 만남 이후 정확히 12년 3개월 만에 결혼한다. 영화는 여러 커플들이 어떻게 만났는지에 대한 인터뷰를 보여주는데, 마지막에는 해리와 샐리가 등장한다.

## 배역
- 빌리 크리스털 - 해리 번스
- 메그 라이언 - 샐리 올브라이트
- 캐리 피셔 - 마리
- 브루노 커비 - 제스
- 스티븐 포드 - 조
- 리사 제인 퍼스키 - 앨리스
- 미셸 니카스트로 - 어맨다 리스
- 할리 코잭 - 헬렌 힐슨
- 케빈 루니 - 아이라 스톤
- 프랜스 루즈 - 줄리언
- 트레이시 라이너 - 에밀리
- 그레천 파머 - 스튜어디스
- 에스텔 라이너 - 식당 손님

에스텔 라이너는 감독 롭 라이너의 어머니로 식당 장면에서 "저 여자가 먹는 걸로 주세요"라는 대사를 한다. '에밀리' 역의 트레이시 라이너는 라이너 감독의 딸이다.

## 한국어 더빙 성우진

### SBS (1994년 11월 14일)
- 오세홍 - 해리 번스(빌리 크리스털)
- 권희덕 - 샐리 앨브라이트(멕 라이언)
- 안경진 - 마리(캐리 피셔)
- 유해무 - 제스(브루노 커비)
- 김계원 - 노년 부부(쿠노 스폰홀츠)
- 김순원 - 남자 아이(데이빗 버딕)
- 신세인 - 노년 부부(찰스 듀간)
- 문옥현 - 노년 부부(프란시스 채니)
- 김숙 - 종업원(킴벌리 라마르크) / 노년 부부(캐서린 스콰이어)
- 전국근 - 아이라(케빈 루니)
- 윤기황 - 조(스티븐 포드)
- 홍영란 - 엘리스(리사 제인 퍼스키)
- 이연희 - 아만다(미쉘 니카스트로) / 헬렌(할리 제인 코작)
- 김익태 - 줄리안(프랑크 러즈) / 영화 속의 남자(험프리 보가트)
- 조향이 - 승무원(그레천 파머)
- 문관일 - 게리(카일 T. 헤프너) / 공항 승객(로버트 앨런 보이스)

### MBC (1998년 3월 27일)
- 안지환 - 해리 번스(빌리 크리스털)
- 송도영 - 샐리 올브라이트(멕 라이언)
- 박지훈 - 제스(브루노 커비)
- 전국근
- 김현직
- 김관철
- 김영선 外